# Mibu
Mibu (壬生町?) è una cittadina giapponese della prefettura di Tochigi.